# Lidia Bienias
Lidia Bienias (ur. 31 sierpnia 1931 w Katowicach, zm. 1 maja 2020) – polska aktorka teatralna, radiowa i telewizyjna. 
Przez całe zawodowe życie związana ze śląskimi teatrami. W 1960 i w latach 1963–1965 była aktorką Teatru Nowego w Zabrzu, a w latach 1960–1962 i 1965–1967 Teatru Ślaskiego im. S. Wyspiańskiego w Katowicach. W latach 1962–1963 i 1967–1992 występowała w Teatrze Zagłębia w Sosnowcu.
W latach 1993–1999 odtwarzała postać Trudki Pytlokowej w śląskim programie regionalnym nadawanym w Telewizji Katowice pt. Sobota w Bytkowie.
Była żoną aktora Bernarda Krawczyka. Oboje zagrali małżeństwo Pytloków w Sobocie w Bytkowie.
6 maja 2020 została pochowana obok męża na Cmentarzu Komunalnym przy ul. Panewnickiej w Katowicach.

## Filmografia
- 1977: Okrągły tydzień − ciotka Gustlika
- 1982: Odlot (serial TV) − Dorota Michalska, matka Rafała
- 1982: Blisko, coraz bliżej (serial TV) − Róża Pasternik, żona Stanika (odc. od 5. do 19.)
- 1983: 6 milionów sekund (serial TV) − kucharka (odc. 13)
- 1983: Wakacje z Madonną – miejscowa kobieta
- 1983: Panny – ciotka Kasi i Iwony
- 1986: Kalejdoskop – babcia Joasi
- 1987: Zdaniem obrony
- 1987: Sławna jak Sarajewo − Rajcula
- 1988: Rodzina Kanderów (serial TV) − Kowolowa (odc. 2. i 3.)
- 1994: Śmierć jak kromka chleba
- 1999: Święta wojna (serial TV) − Ewaldowa (odc. 5.)